# Āb Lārūn
Āb Lārūn (persiska: Āb Lārān, آب لارون, آب لاران) är en ort i Iran.   Den ligger i provinsen Chahar Mahal och Bakhtiari, i den centrala delen av landet, 500 km söder om huvudstaden Teheran. Āb Lārūn ligger 1 513 meter över havet och antalet invånare är 146.
Terrängen runt Āb Lārūn är bergig västerut, men österut är den kuperad. Āb Lārūn ligger nere i en dal. Runt Āb Lārūn är det ganska glesbefolkat, med 38 invånare per kvadratkilometer. Närmaste större samhälle är Lordegān, 18,8 km norr om Āb Lārūn. Omgivningarna runt Āb Lārūn är i huvudsak ett öppet busklandskap.